# Сачиле
Сачиле (італ. Sacile, вен. Sathìl) — муніципалітет в Італії, у регіоні Фріулі-Венеція-Джулія,  провінція Порденоне.
Сачиле розташоване на відстані близько 460 км на північ від Рима, 110 км на захід від Трієста, 15 км на захід від Порденоне.
Населення — 19 990 осіб (2014).

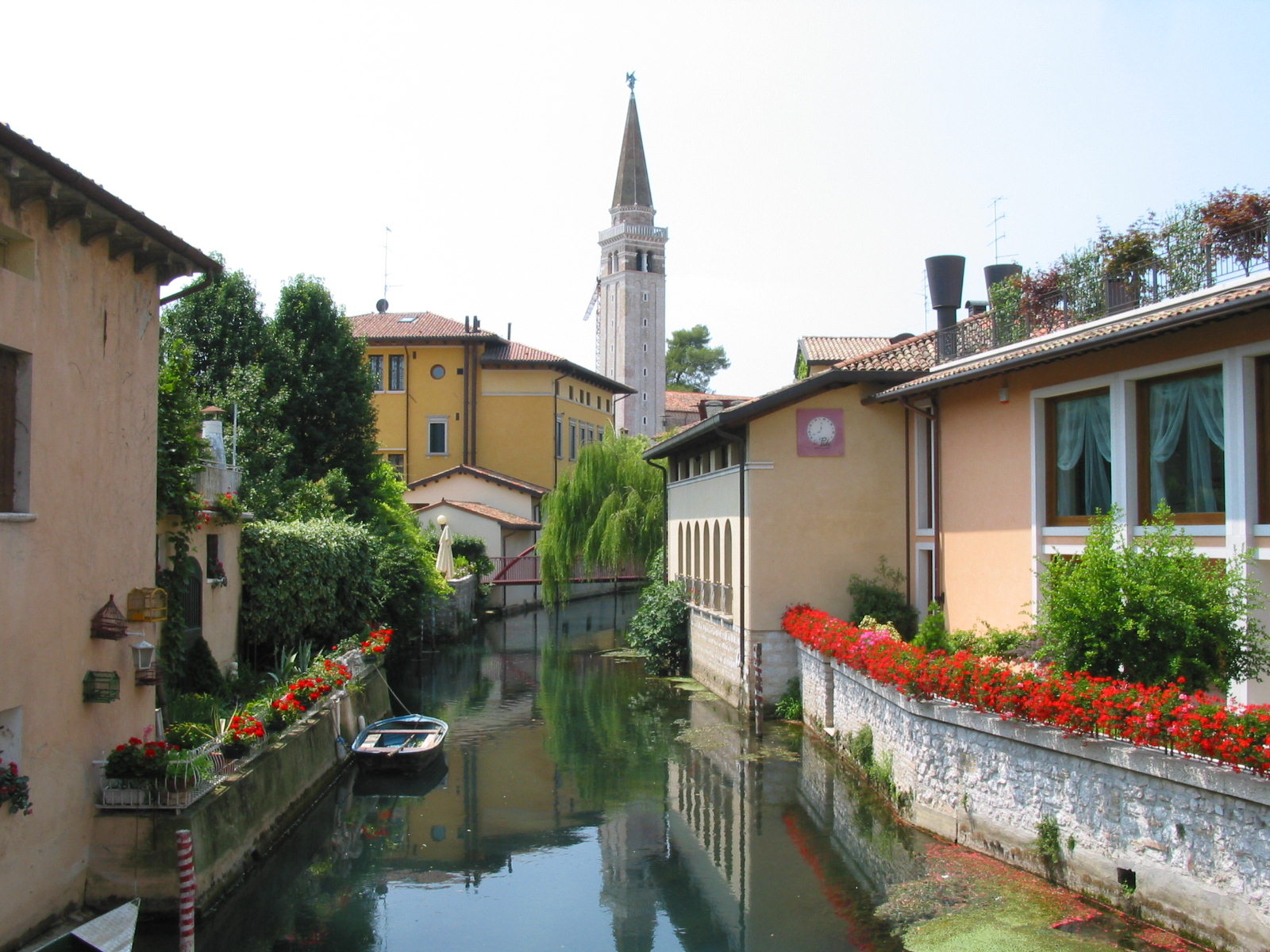

Щорічний фестиваль відбувається 6 грудня. Покровитель — S. Nicola.

## Демографія
Населення за роками:

Станом на 1 січня 2023 року в муніципалітеті офіційно проживало 2119 іноземців з 72 країн, серед них 454 громадяни країн Євросоюзу та 204 громадяни України.

## Сусідні муніципалітети
- Бруньєра
- Канева
- Кордіньяно
- Фонтанафредда
- Гаярине